# Campeonato FIBA Américas de 1999
El Campeonato FIBA Américas de 1999 fue la 9.ª edición del campeonato de baloncesto del continente americano y se celebró en San Juan de Puerto Rico entre el 14 y el 25 de julio de 1999. Este torneo fue clasificatorio para los Juegos Olímpicos de Sídney 2000. La selección de Estados Unidos (integrada con jugadores de la NBA) se coronó campeona de este torneo, venciendo a Canadá en la final. Los canadienses representaron al continente americano en el FIBA Diamond Ball 2000, dado que EE. UU. (el clasificado original por haber sido el campeón continental) decidió no jugar el torneo.[cita requerida]

## Equipos participantes
Compitieron 10 selecciones nacionales, divididas en los siguientes grupos:
| Grupo A        | Grupo B              |
| -------------- | -------------------- |
| Argentina      | Brasil               |
| Canadá         | República Dominicana |
| Cuba           | Panamá               |
| Estados Unidos | Puerto Rico          |
| Uruguay        | Venezuela            |

## Primera fase

### Grupo A
| # | Equipo         | Pts. | P | G | P | PF  | PC  | Dif. |
| - | -------------- | ---- | - | - | - | --- | --- | ---- |
| 1 | Estados Unidos | 8    | 4 | 4 | 0 | 403 | 256 | +347 |
| 2 | Canadá         | 7    | 4 | 3 | 1 | 292 | 291 | +1   |
| 3 | Argentina      | 6    | 4 | 2 | 2 | 320 | 337 | -17  |
| 4 | Uruguay        | 5    | 4 | 1 | 3 | 302 | 379 | -77  |
| 5 | Cuba           | 4    | 4 | 0 | 4 | 277 | 331 | -54  |

14 de julio de 1999
| Cuba      | 84–87 | Uruguay |  |
| Argentina | 70–77 | Canadá  |  |

15 de julio de 1999
| Canadá  | 75–65  | Cuba           |  |
| Uruguay | 72–118 | Estados Unidos |  |

16 de julio de 1999
| Estados Unidos | 94–60 | Canadá    |  |
| Cuba           | 76–81 | Argentina |  |

17 de julio de 1999
| Canadá    | 80–62  | Uruguay        |  |
| Argentina | 72–103 | Estados Unidos |  |

18 de julio de 1999
| Estados Unidos | 88–52 | Cuba      |  |
| Uruguay        | 81–97 | Argentina |  |

### Grupo B
| # | Equipo               | Pts. | P | G | P | PF  | PC  | Dif. |
| - | -------------------- | ---- | - | - | - | --- | --- | ---- |
| 1 | Puerto Rico          | 8    | 4 | 4 | 0 | 365 | 310 | +55  |
| 2 | Venezuela            | 7    | 4 | 3 | 1 | 293 | 287 | +6   |
| 3 | Brasil               | 6    | 4 | 2 | 2 | 316 | 324 | -8   |
| 4 | República Dominicana | 5    | 4 | 1 | 3 | 302 | 316 | -14  |
| 5 | Panamá               | 4    | 4 | 0 | 4 | 289 | 328 | -39  |

14 de julio de 1999
| Puerto Rico | 81–56 | Venezuela            |  |
| Brasil      | 70–64 | República Dominicana |  |

15 de julio de 1999
| Venezuela            | 91–68 | Brasil |  |
| República Dominicana | 77–73 | Panamá |  |

16 de julio de 1999
| Panamá | 72–76 | Venezuela   |  |
| Brasil | 88–96 | Puerto Rico |  |

17 de julio de 1999
| Puerto Rico | 85–71 | Panamá               |  |
| Venezuela   | 70–66 | República Dominicana |  |

18 de julio de 1999
| Panamá      | 73–90  | Brasil               |  |
| Puerto Rico | 103–95 | República Dominicana |  |

## Segunda Fase
Los mejores cuatro en cada grupo pasan a la segunda fase donde, todos en un grupo, se cruzan contra los equipos que formaron parte del otro grupo en la ronda preliminar. Cada equipo arrastra de la fase anterior los puntos obtenidos contra los rivales clasificados a la segunda ronda.
| Equipos              | Pts | J | G | P | PF  | PC  | Dif  |
| -------------------- | --- | - | - | - | --- | --- | ---- |
| Estados Unidos       | 14  | 7 | 7 | 0 | 710 | 485 | +225 |
| Canadá               | 12  | 7 | 5 | 2 | 552 | 500 | +52  |
| Puerto Rico          | 12  | 7 | 5 | 2 | 625 | 594 | +31  |
| Argentina            | 12  | 7 | 5 | 2 | 599 | 576 | +23  |
| Venezuela            | 10  | 7 | 3 | 4 | 491 | 561 | -70  |
| Brasil               | 9   | 7 | 2 | 5 | 551 | 589 | -38  |
| Uruguay              | 8   | 7 | 1 | 6 | 515 | 646 | -131 |
| República Dominicana | 7   | 7 | 0 | 7 | 502 | 594 | -92  |

19 de julio de 1999
| Venezuela      | 71–95  | Argentina            |  |
| Canada         | 95–75  | Brasil               |  |
| Puerto Rico    | 93–64  | Uruguay              |  |
| Estados Unidos | 107–71 | República Dominicana |  |

20 de julio de 1999
| Uruguay              | 84–87  | Venezuela      |  |
| República Dominicana | 64–81  | Canada         |  |
| Puerto Rico          | 96-101 | Argentina      |  |
| Brasil               | 73–90  | Estados Unidos |  |

21 de julio de 1999
| Argentina   | 85–71  | República Dominicana |  |
| Brasil      | 100–74 | Uruguay              |  |
| Puerto Rico | 80-75  | Canada               |  |
| Venezuela   | 61–83  | Estados Unidos       |  |

22 de julio de 1999
| Uruguay     | 78–71  | República Dominicana |  |
| Brasil      | 77–79  | Argentina            |  |
| Puerto Rico | 76-115 | Estados Unidos       |  |
| Canada      | 84–55  | Venezuela            |  |

## Fase final
|  | Semifinales         | Semifinales         |    |                     | Final               | Final |  |
|  |                     |                     |    |                     |                     |       |  |
|  |                     |                     |    |                     |                     |       |  |
|  | 24 de julio de 1999 |                     |    |                     |                     |       |  |
|  | Estados Unidos      | 88                  |    |                     |                     |       |  |
|  | Argentina           | 59                  |    |                     |                     |       |  |
|  |                     |                     |    |                     |                     |       |  |
|  |                     |                     |    |                     | 25 de julio de 1999 |       |  |
|  |                     |                     |    |                     | Estados Unidos      | 92    |  |
|  |                     | Canadá              | 66 |                     |                     |       |  |
|  |                     |                     |    |                     |                     |       |  |
|  |                     |                     |    |                     |                     |       |  |
|  |                     |                     |    |                     | Tercer lugar        |       |  |
|  | 24 de julio de 1999 | 24 de julio de 1999 |    | 25 de julio de 1999 | 25 de julio de 1999 |       |  |
|  | Canadá              | 83                  |    | Puerto Rico         | 101                 |       |  |
|  | Puerto Rico         | 71                  |    |                     | Argentina           | 103   |  |

## Clasificación final
| Pos.              | Equipo               | Récord |
| ----------------- | -------------------- | ------ |
| Medalla de oro    | Estados Unidos       | 9-0    |
| Medalla de plata  | Canadá               | 7-3    |
| Medalla de bronce | Argentina            | 7-3    |
| 4                 | Puerto Rico          | 6-4    |
| 5                 | Venezuela            | 4-4    |
| 6                 | Brasil               | 3-5    |
| 7                 | República Dominicana | 1-7    |
| 8                 | Uruguay              | 2-6    |
| 9                 | Panamá               | 0-4    |
| 10                | Cuba                 | 0-4    |

|  | Clasificados para los Juegos Olímpicos de Sídney 2000 |